# Steinweg 44b (Quedlinburg)

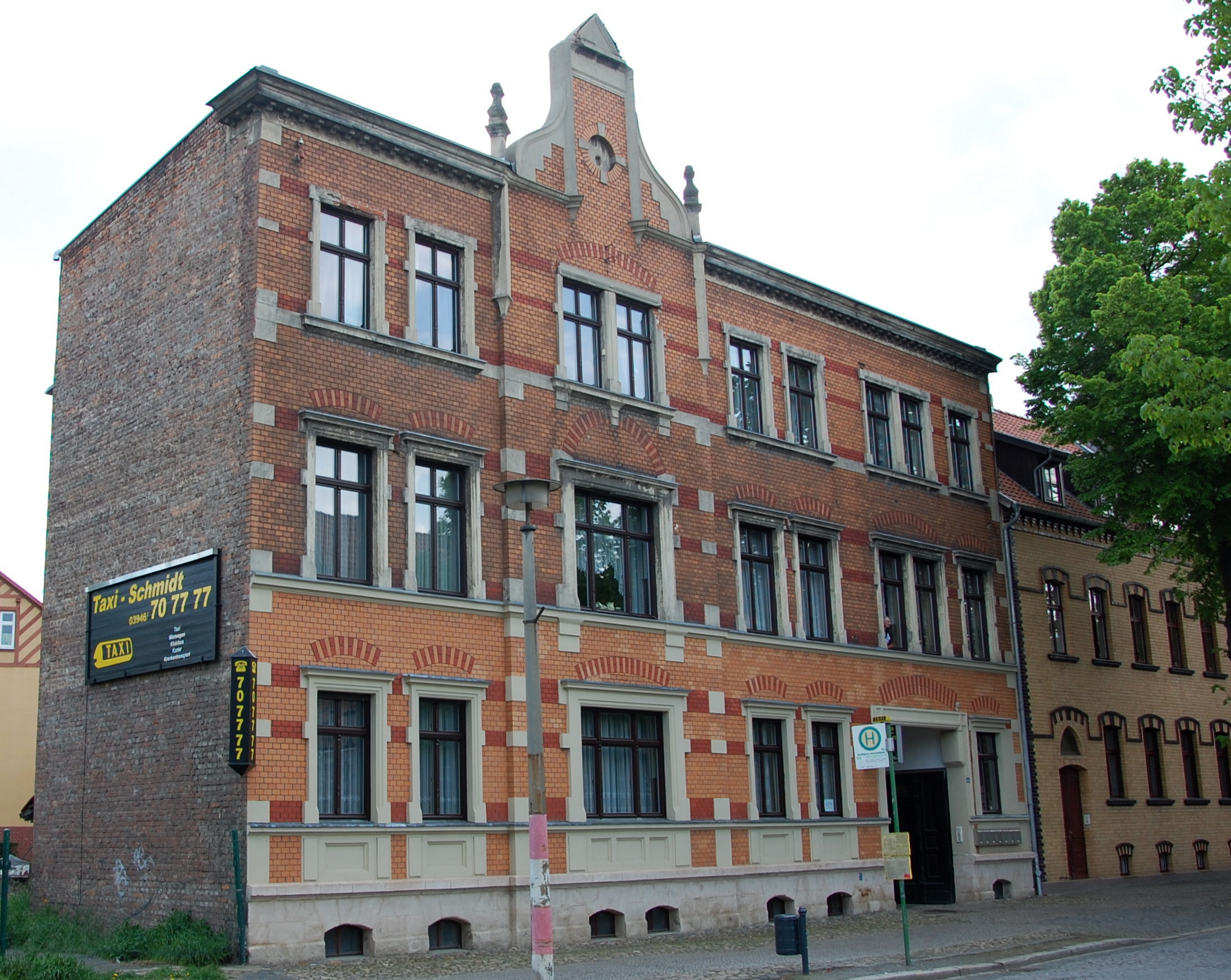
Haus Steinweg 44b

Das Haus Steinweg 44b ist ein denkmalgeschütztes Gebäude in der Stadt Quedlinburg in Sachsen-Anhalt.

## Lage
Es befindet sich in der historischen Quedlinburger Neustadt in der Nähe des östlichen Endes des Steinwegs auf dessen Südseite. Im Quedlinburger Denkmalverzeichnis ist es als Wohnhaus eingetragen.

## Architektur und Geschichte
Das dreigeschossige Gebäude wurde in der Zeit um 1900 im Stil des Historismus mit Elementen des Jugendstils in massiver Bauweise errichtet. Die Fassade ist durch den Kontrast von Klinkern und verputzten Flächen gegliedert.